# Polaris Peak
Der Polaris Peak ist ein abgerundeter und 970 m hoher Berg in der antarktischen Ross Dependency. In den Gabbro Hills des Königin-Maud-Gebirges ragt er 6 km südwestlich des Mount Roth auf.
Die Südgruppe der New Zealand Geological Survey Antarctic Expedition (1963–1964) benannte ihn nach einem Motorschlitten der US-amerikanischen Firma Polaris Industries, mit dem sie zum Gipfel des Bergs gefahren war.